# Nieden
Nieden település Németországban, Mecklenburg-Elő-Pomeránia tartományban. Lakosainak száma 158 fő (2023. december 31.).

## Népesség
A település népességének változása:
| Lakosok száma | 175  | 165  | 164  | 157  | 162  | 158  |
|               | 2014 | 2017 | 2019 | 2021 | 2022 | 2023 |